# هیچ‌کجا در آفریقا
هیچ‌کجا در آفریقا (آلمانی: Nirgendwo in Afrika) یک فیلم آلمانی تاریخی به کارگردانی کارولین لینک است که در سال ۲۰۰۱ منتشر شد. از بازیگران آن می‌توان به یولیانه کولر اشاره کرد.
این فیلم بر اساس یک رمانِ خودزندگی‌نامه‌ای به همین نام، اثر «اشتفانی تسوایگ» ساخته شده و در مورد خانواده‌ای یهودی در آلمان است که برای فرار از دستِ رژیم آلمان نازی، به آفریقا مهاجرت می‌کنند.
هیچ‌کجا در آفریقا در سال ۲۰۰۲ میلادی، برندهٔ جایزه اسکار بهترین فیلم خارجی‌زبان شد.